# Авіація загального призначення

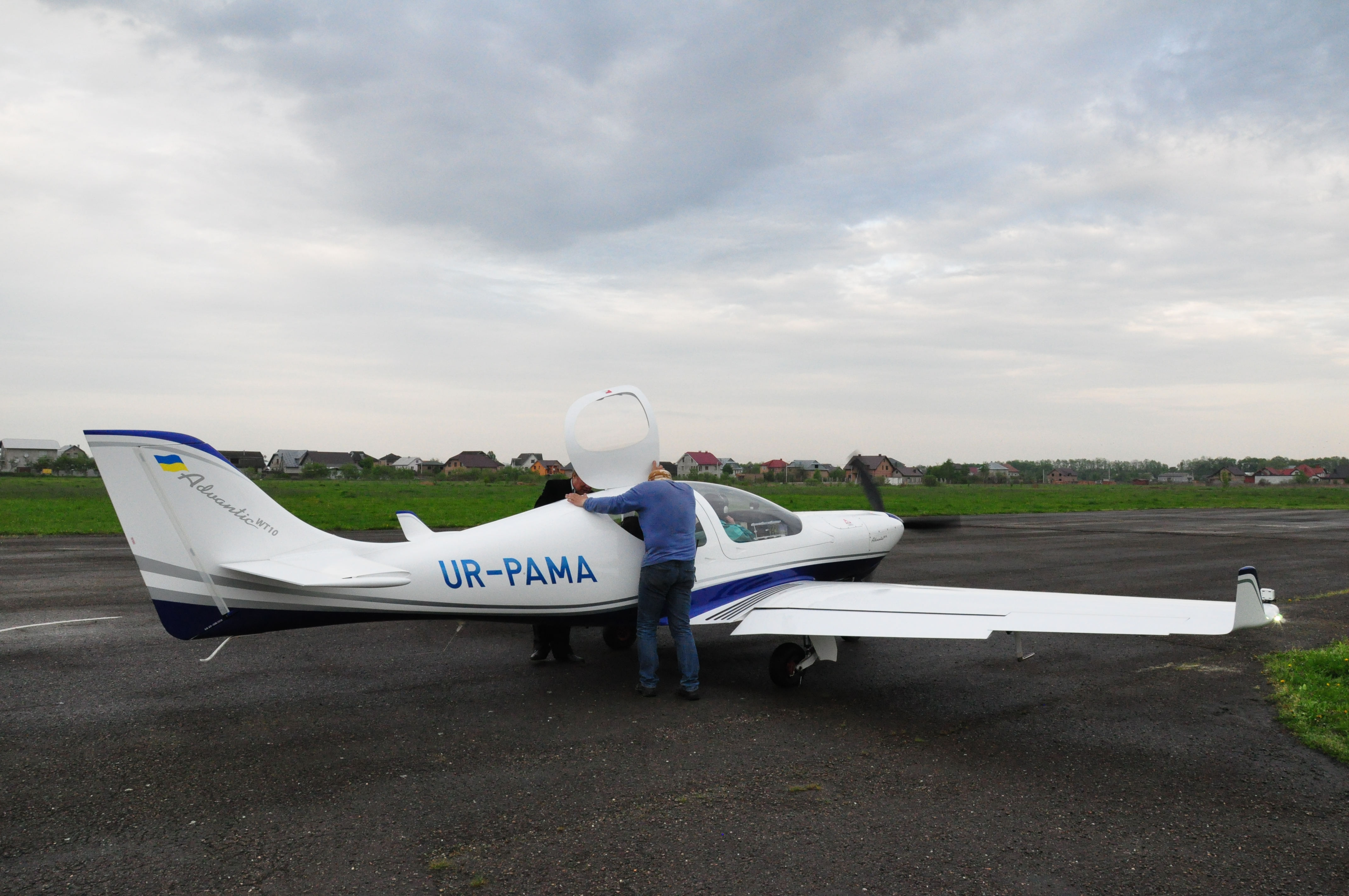
Авіація загального призначення на спортивному аеродромі м. Коломия

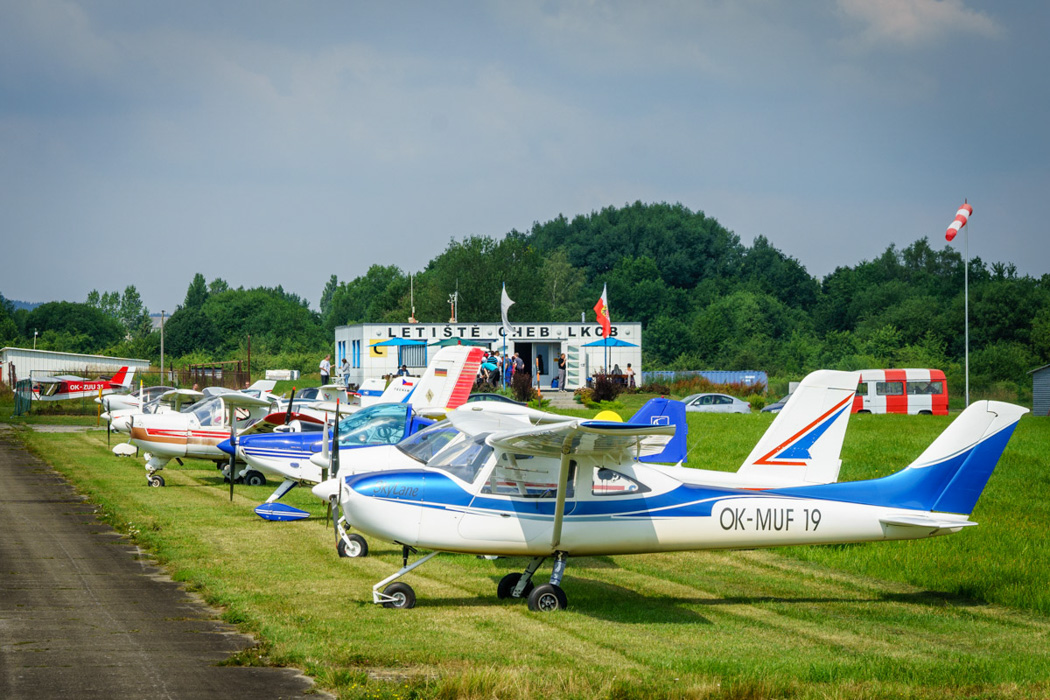
Літак АЗП в чеському аеропорту м. Хеб

Авіація загального призначення (АЗП) (англ. general aviation) ― авіація, що не використовується для здійснення комерційних повітряних перевезень чи виконання авіаційних робіт; це цивільні дії повітряних суден, що не мають ознак регулярного сполучення чи нерегулярних оплачуваних послуг (оренда чи прогулянковий політ). Польоти АЗП розглядаються в контексті планерів, паралітів, гвинтокрилів та корпоративних бізнес-джетів. Переважна більшість світового трафіку належить до АЗП, більшість аеропортів світу обслуговують винятково борти АЗП.

Загальна авіація охоплює значне число видів діяльностей (як прибуткових, так і ні), в тому числі: літні клуби, навчальні школи, с/г авіація, виробництво легких ПС, ТО. До них належить відпочинкові польоти спортивного чи рекреаційного типів, а також діяльність по самостійному конструюванню літаків та авіація на добровільних засадах (філантропія).

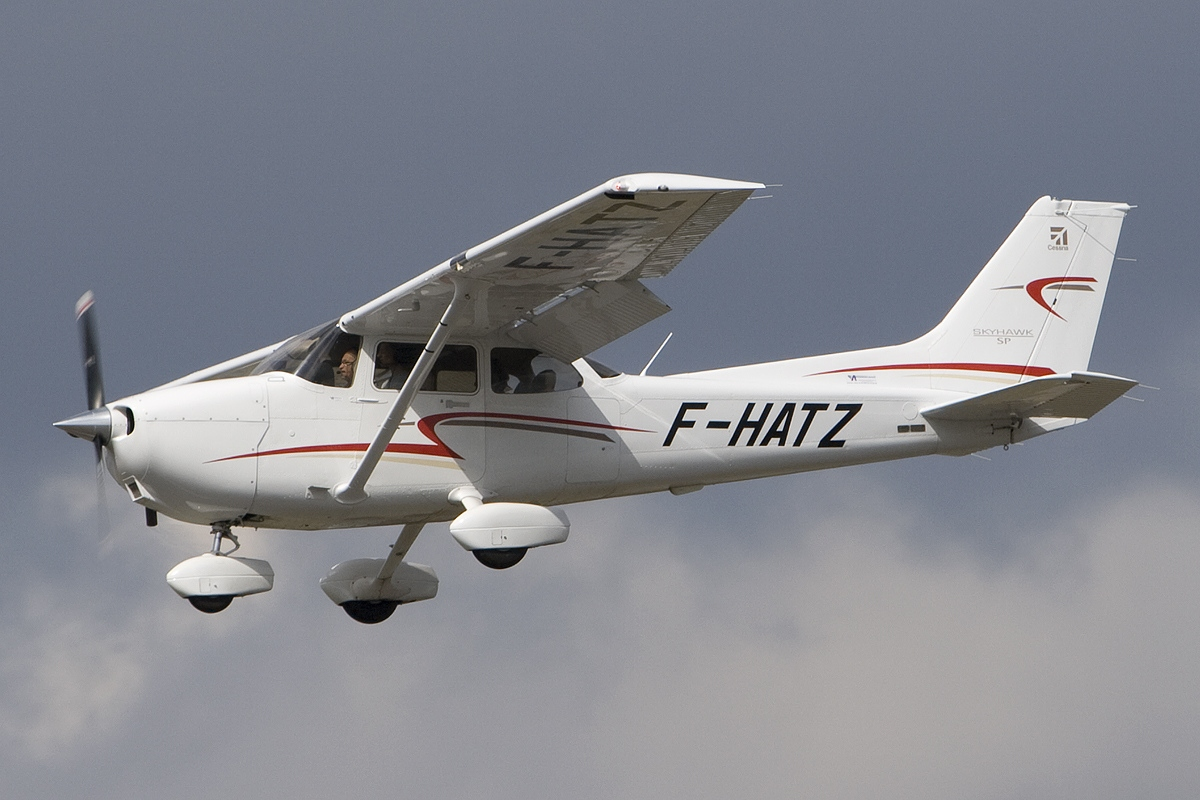
Cessna 172 ― найпопулярніший в світі літак АЗП

## В Україні
В країні АЗП розвивається на базі занедбаних у пост-радянські часи та потім відновлених ентузіастами спортивних аеродромів та інших злітно-посадкових майданчиків. 

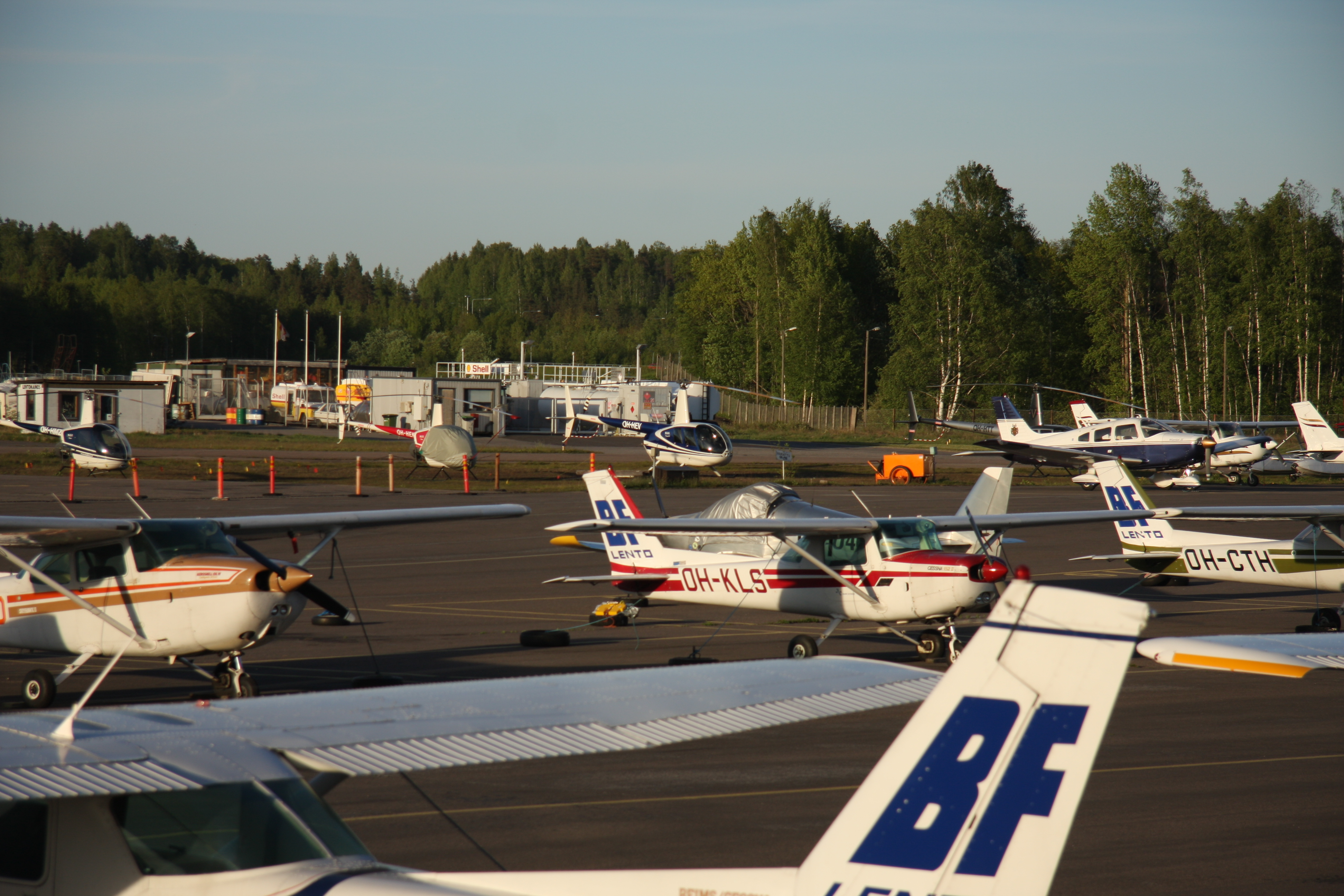
Аеропорт АЗП в Гельсінкі-Мальмі, Фінляндія

## Поклики
General aviation у Вікімандрах
- International Aircraft Owners and Pilots Associations
- European General Aviation Safety Team (EGAST)
- "No Plane No Gain" [Архівовано 27 листопада 2018 у Wayback Machine.] site about business aviation
- Save-GA.org Site concerned with General Aviation in the United States
- GA price index. Flight International. 13 жовтня 1979.